# Seth Purdey
Seth Purdey (Canadá, 15 de diciembre de 1998) es un jugador profesional canadiense de rugby que se desempeña en la posición de centro exterior en Rugby Football Club Los Angeles, equipo perteneciente a la liga Major League Rugby.

## Carrera
En 2022, Purdey se unió al equipo Rugby Football Club Los Angeles, con el cual disputa su segunda temporada en la Major League Rugby. También fue parte de la Selección juvenil de rugby de Canadá.